# Stenorrhynchos
Stenorrhynchos là một chi thực vật có hoa trong họ, Orchidaceae.

## Các loài
- Stenorrhynchos albidomaculatum  Christenson (2005)
- Stenorrhynchos austrocompactum  Christenson (2005)
- Stenorrhynchos glicensteinii  Christenson (2005)
- Stenorrhynchos speciosum  (Jacq.) Rich. (1817) - type species
- Stenorrhynchos vaginatum  (Kunth) Spreng. (1826)